# Second Skin
Second Skin è il secondo album in studio del gruppo musicale statunitense The Mayfield Four, pubblicato il 26 giugno 2001 dalla Epic Records.

## Descrizione
L'album rappresenta un distacco dal primo album Fallout a causa delle sonorità maggiormente hard rock. Il cantante Myles Kennedy ha dichiarato che Sick and Wrong e Flatley's Crutch sono gli unici brani da lui scritti a contenere un linguaggio volgare. Second Skin presenta temi di amore, abuso di sostanze, violenza e sesso.
Per la sua promozione sono stati realizzati i videoclip dei brani Sick and Wrong e Eden.

## Tracce
1. Sick and Wrong – 4:23
2. Loose Cannon – 3:38
3. Mars Hotel – 3:59
4. Lyla – 3:01
5. Eden – 3:56
6. High – 3:35
7. Carry On – 3:59
8. Backslide – 3:05
9. White Flag – 4:52
10. Flatley's Crutch – 3:35
11. Believe – 4:42
12. Summergirl – 4:46

## Formazione
Gruppo
- Myles Kennedy – voce, chitarra, arrangiamento
- Marty Meisner – basso, arrangiamento (eccetto tracce 1 e 11)
- Zia Uddin – batteria, percussioni, voce, arrangiamento

Produzione
- Peter Collins – produzione
- Michael "Elvis" Baskette – ingegneria del suono
- Femio Hernandez – ingegneria del suono secondaria
- Brandon Mason – assistenza tecnica
- Tom Lord-Alge – missaggio